# Wilhelm Meyer-Stolzenau
Wilhelm Meyer-Stolzenau (Bückeburg, 1868 - 1951) fou un compositor alemany.
Va ser autor de les òperes Der Nachtwächter (Magdeburg, 1900), Grosspapa (Hamburg, 1906), i Klein-Däumting (Hannover, 1906).